# GE C44-9W
C44-9W, auch Dash 9-44CW, ist die Herstellerbezeichnung für eine Reihe dieselelektrischer Güterzuglokomotiven, die zwischen 1993 und 2006 mit über 2300 Exemplaren als bedeutendstes Modell der Dash-9-Serie von GE Transportation Systems (GETS), einer Tochtergesellschaft des Mischkonzerns General Electric (GE), am Standort Erie (Pennsylvania) gebaut wurde.
Die Bezeichnung C44-9W ist zusammengesetzt aus „C“ für drei Radsätze im Drehgestell, „44“ für die Leistung von etwa 4400 hp, „9“ für Dash 9 Series und „W“ für Wide Cab, das nordamerikanische Sicherheitsführerhaus. Das Modell C44-9W ersetzte das Vorgängermodell C40-8W aus der Dash-8-Serie und wurde schließlich von der Reihe ES44DC aus der Evolution-Serie abgelöst.

## Geschichte
Zu Beginn der 1990er Jahre entwickelte GE Transportation Systems (GETS) basierend auf den letzten Modellen der Dash-8-Serie die Dash-9-Serie. Als Übergangsmodell zwischen C40-8W und C44-9W entstand die Reihe C44-8W für CSX Transportation (CSXT). Diese entsprach in ihrem mechanischen Teil weitgehend der C40-8W, besaß aber neben einer erhöhten Antriebsleistung bereits elektronische Steuerungstechnik des Dash-9-Standards. Neben neuer Steuerungsausrüstung verwendete GETS für die Dash-9-Serie die sogenannten HiAd-Drehgestelle mit verbesserten Traktionseigenschaften. Die Reihe C44-9W besitzt Gleichstromfahrmotoren und war zunächst das leistungsfähigste Modell der Dash-9-Serie. Parallel wurde das Modell AC4400CW mit Wechselstromfahrmotoren angeboten.
Die ersten Fahrzeuge der Reihe C44-9W wurden im November 1993 fertiggestellt. Die wichtigsten Käufer waren in den folgenden Jahren die Atchison, Topeka and Santa Fe Railway (ATSF) und ihr Nachfolger Burlington Northern and Santa Fe Railway (BNSF), die Canadian National Railway (CN), Chicago and North Western Transportation (CNWT) und Southern Pacific Transportation (SP).
Die Norfolk Southern Railway (NS) beschaffte stattdessen 1090 Fahrzeuge der sehr ähnlichen Reihe C40-9W, deren Leistung elektronisch auf 2980 kW begrenzt war. Für die CN und die British Columbia Railway (BC RAIL) baute GETS das Modell C44-9WL mit modifiziertem Führerhaus und für den Export nach Brasilien das breitspurige Modell C44-9WM.
Weil die für die Dash-9-Serie sowie die Reihe AC4400CW verwendeten 7FDL-Dieselmotoren die durch die Environmental Protection Agency (EPA) für den 1. Januar 2005 beschlossene Abgasnorm Tier II nicht erfüllen konnten, entwickelte General Electric (GE) bereits in den frühen 2000er Jahren die neuen GEVO-Motoren und nutzte dies zum Anlass, die bis heute erfolgreiche Evolution-Serie einzuführen. Infolgedessen endete die Produktion der Dash-9-Serie für den US-amerikanischen Markt im Jahr 2004. Die letzten Maschinen des Modells C44-9W wurden im August 2006 für das australische Bergbauunternehmen Pilbara Iron gebaut.
Viele der 2371 hergestellten Fahrzeuge der Reihe C44-9W sind bis heute im schweren Güterzugdienst anzutreffen, werden aber allmählich durch neuere Modelle verdrängt. Seit 2015 werden in großer Zahl Lokomotiven der Reihen C40-9, C40-9W und C44-9W zum Modell AC44C6M mit Wechselstromfahrmotoren umgebaut. Für die BNSF entstand aus Fahrzeugen der Reihe C44-9W die Reihe AC44C4M, die sich hauptsächlich durch ihre Achsfolge (A1A)(A1A) von der Reihe AC44C6M unterscheidet.

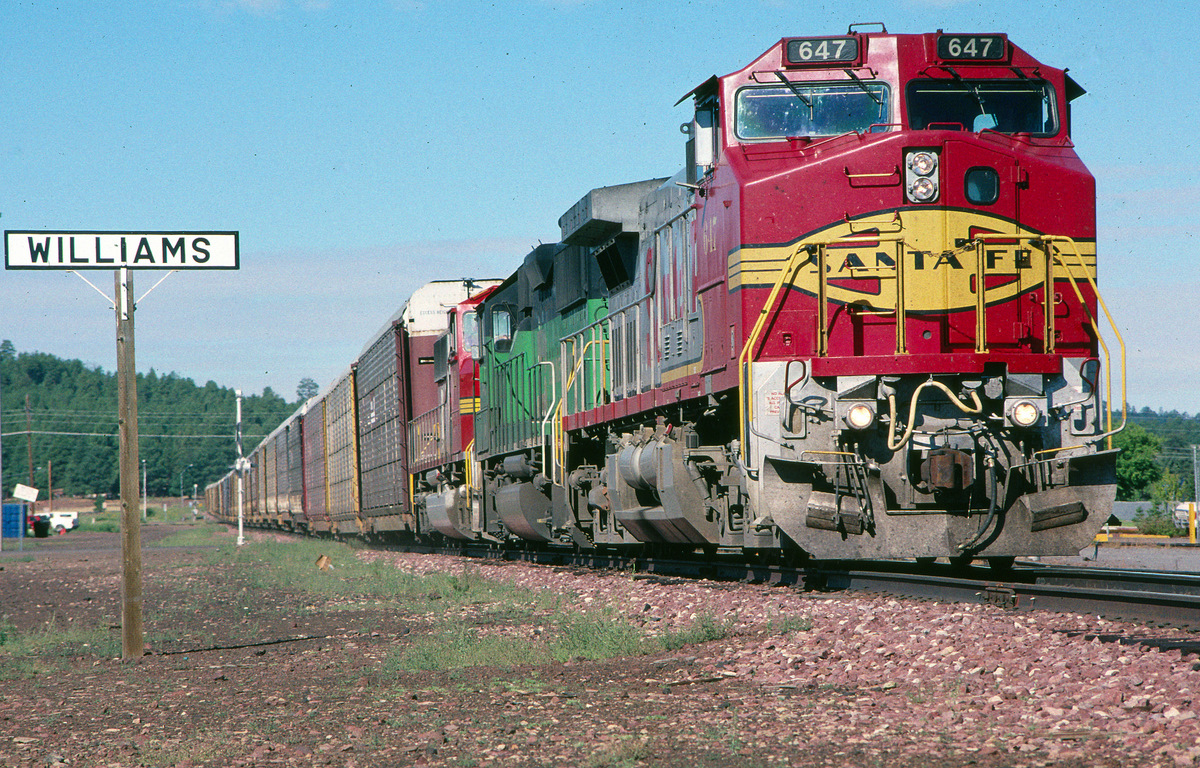
BNSF 647 in Williams (August 1997)
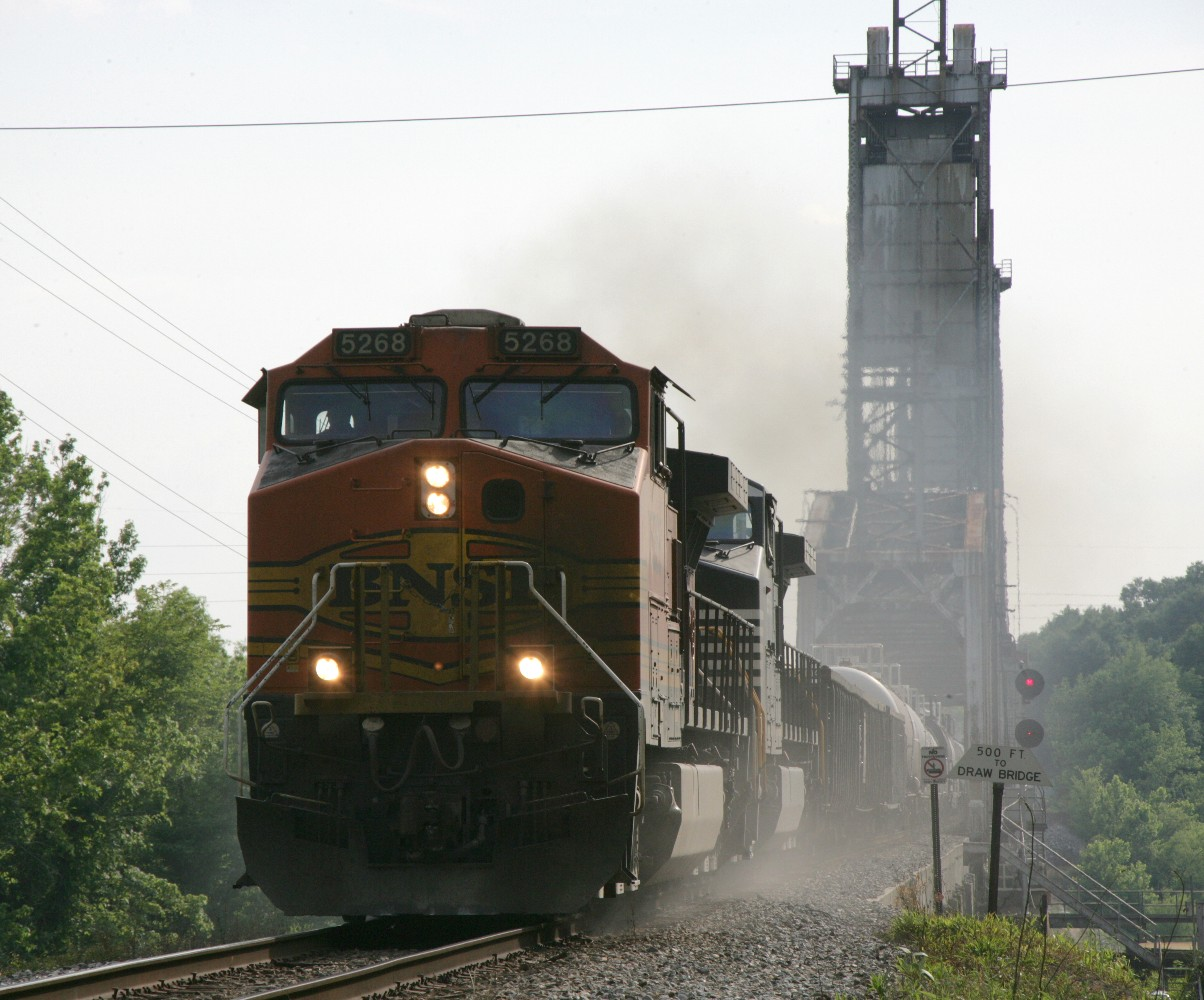
BNSF 5268 nahe Pennington (Mai 2007)
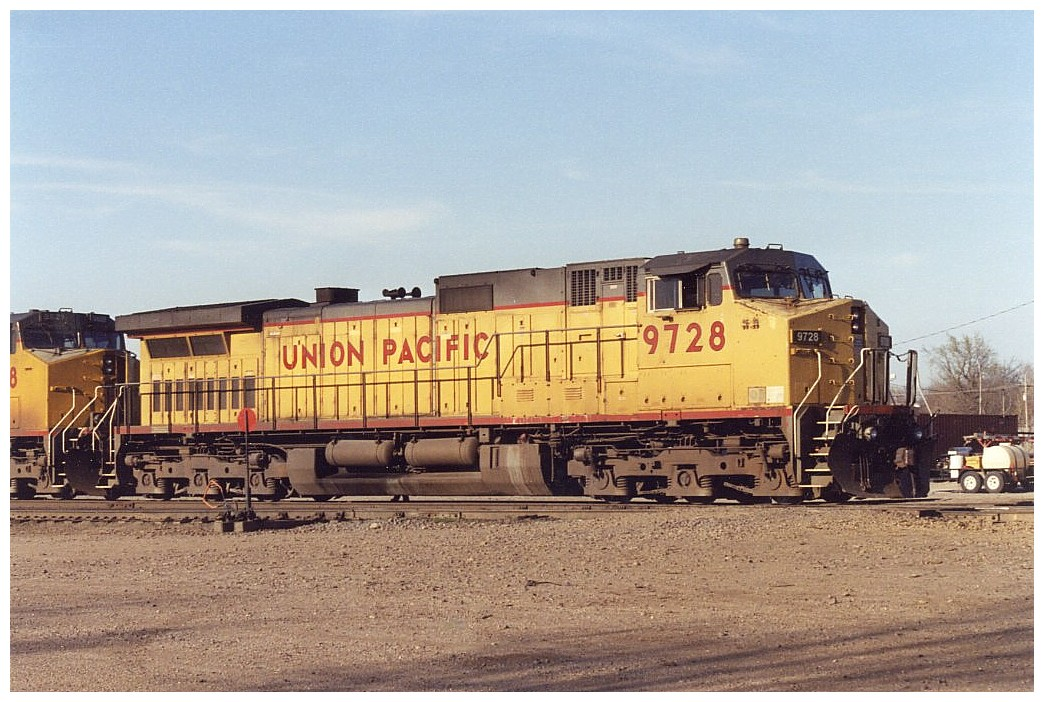
UP 9728 (Januar 2008)

## Technische Beschreibung
Der Hauptrahmen, welcher den Vorbau, den Führerstand und die Aufbauten des Maschinenraums trägt, stützt sich auf zwei dreiachsige HiAd-Drehgestelle mit Schraubenfedern als Primär- und Gummifedern als Sekundärfederung. Drehzapfen dienen zur Übertragung der horizontalen Kräfte auf den Hauptrahmen. Die Dienstmasse der Lokomotive liegt je nach Ausstattung zwischen 177 t und 197 t, woraus sich eine mittlere Achslast von 29,5 t bis 32,8 t ergibt.
Der Vorbau beinhaltet neben einer Personaltoilette und elektrischer Hilfsausrüstung zwei von außen befüllbare Sandkästen für die pneumatisch betriebene Sandstreueinrichtung. An beiden Enden des Fahrzeugs ist eine durch Geländer geschützte Plattform vorhanden. Hinter dem Führerstand sind der größte Teil der elektrischen Ausrüstung und unter dem Dach die Bremswiderstände untergebracht. Die Batteriekästen befinden sich auf der rechten Seite außerhalb des Maschinenraums. In der Mitte des Fahrzeugs ist die aus Dieselmotor und Hauptgenerator bestehende Antriebsanlage angeordnet. Der Dieselmotor des Typs GE 7FDL-16 mit 175,1 l Hubraum ist ein wassergekühlter Sechzehnzylinder-V-Motor mit Abgasturbolader, arbeitet nach dem Viertaktprinzip und liefert bei einer Drehzahl von 1050 min−1 eine Leistung von 3270 kW. Der vom Dieselmotor angetriebene Wechselstrom-Hauptgenerator GE GMG197 versorgt über vorgeschaltete Gleichrichter die sechs Tatzlager-Gleichstromfahrmotoren des Typs GE 752AH. Das Übersetzungsverhältnis zwischen Fahrmotor und Radsatz beträgt 1 : 4,15 oder 1 : 4,11, woraus sich Höchstgeschwindigkeiten von 113 km/h und 119 km/h ergeben, im erstgenannten Fall liegt die Anfahrzugkraft bei 620 kN. Ein kleinerer Wechselstromgenerator des Modells GE GYA30A dient als Erregermaschine des Hauptgenerators und als Hilfsgenerator zur Versorgung des Bordnetzes. Den hinteren Abschluss des Maschinenraums bildet die Kühlanlage des Dieselmotors, unterhalb derer ein Fahrmotorlüfter und der Luftpresser angeordnet sind. Zwischen den Drehgestellen befindet sich der Kraftstofftank mit einem Fassungsvermögen von 18 900 l, der auf der rechten Seite in einer Aussparung die beiden Hauptluftbehälter aufnimmt.
Eine indirekt wirkende Druckluftbremse dient als Zugbremse, eine direkt wirkende Druckluft-Zusatzbremse als Lokomotivbremse und eine Handbremse zur Sicherung im Stand. Die pneumatische Bremsausrüstung stammt von Westinghouse. Die Fahrzeuge verfügen über eine Widerstandsbremse sowie eine Mehrfachtraktionssteuerung und erhielten optional eine Funkfernsteuerung.

## Lieferliste
| Käufer    | Nummerierung                                          | Baujahre  | Anzahl | Anmerkungen                |
| --------- | ----------------------------------------------------- | --------- | ------ | -------------------------- |
| ATSF      | 600–698, 651–699 (Zweitbelegung)                      | 1994      | 0100   | 1995 übernommen durch BNSF |
| BCOL      | 4645–4654                                             | 2000      | 0010   | 2004 übernommen durch CN   |
| BNSF      | 700–799, 960–1123, 4000–4199, 4300–5532               | 1996–2004 | 1696   |                            |
| CN        | 2200–2205, 2523–2726                                  | 1997–2004 | 0210   |                            |
| CNWT      | 8601–8730                                             | 1993–1994 | 0130   | 1995 übernommen durch UP   |
| GETS      | 905                                                   | 2005      | 0001   |                            |
| Hamersley | 7065–7096                                             | 1994–2000 | 0032   |                            |
| Pilbara   | 7043–7050, 7053–7064, 7097–7098, 9401–9409, 9428–9436 | 2001–2006 | 0040   |                            |
| QNSL      | 404–414                                               | 1998      | 0011   |                            |
| SP        | 8100–8200                                             | 1994      | 0101   | 1996 übernommen durch UP   |
| UP        | 9700–9739                                             | 1994      | 0040   |                            |
| gesamt:   | gesamt:                                               | 1993–2006 | 2371   |                            |
| Quellen:  |                                                       |           |        |                            |